# Gaya guerkeana
Gaya guerkeana är en malvaväxtart som beskrevs av Karl Moritz Schumann. Gaya guerkeana ingår i släktet Gaya och familjen malvaväxter. Inga underarter finns listade i Catalogue of Life.